# De strijd om de Incaschat
De strijd om de Incaschat is het 58ste stripverhaal van Jommeke. De reeks wordt getekend door striptekenaar Jef Nys.

## Personages
- Jommeke
- Flip
- Filiberke
- Pekkie
- Choco
- professor Gobelijn
- Pedro
- Macu Ancapa
- kleine rollen: Paco, Ranka, Sam, Bud, Bengo, Joe Dikke Bil, Inca's, boeven, ...

## Verhaal
Dit album begint waar het vorige eindigde. Jommeke, Flip, Filiberke, Pekkie, Choco, professor Gobelijn, Pedro en Macu Ancapa zitten opgesloten bij de Incaschat in de dode Berg. Twee Inca's die hen gevolgd waren, hebben hun opgesloten en informeren hun dorpsgenoten over het bestaan van de schat.
Flip en Pedro kunnen via een opening in de berg wegvliegen en zien de massa Inca's komen. Jommeke denkt een plan uit om de Inca's van de schat weg te houden. Wanneer de Inca's de berg binnenkomen, vertelt Macu Ancapa dat de Zonnegod wil dat de schat in de berg blijft tot er een nieuwe wijze vorst is. Paco en Ranka eisen daarop een teken van de Zonnegod. Ze sluiten Macu Ancapa en de vrienden voor tien dagen op. Als ze dan nog in leven zijn, geloven ze dat de Zonnegod dit wil. De vrienden kunnen zich redden door de voedselpillen van de professor waardoor ze voldoende te eten hebben. Ondertussen denkt de professor voortdurend aan een nieuwe garnaalpelmachine. De Inca's merken na tien dagen dat iedereen nog in leven is en luisteren naar de boodschap van Macu Ancapa om de schat ongemoeid te laten. De vrienden nemen afscheid van hem en Pedro besluit bij Macu Ancapa te blijven.
Ondertussen merken drie boeven, Sam, Bud en Bengo, de groep terugkerende Inca's op. Ze horen dat er een grote schat in de Dode Berg zit en gaan ernaartoe. Ze nemen Macu Ancapa gevangen. Pedro kan wel Jommeke en zijn vrienden verwittigen. Zij keren terug en kunnen de drie boeven verjagen. Uit voorzorg blijven Jommeke en Choco bij Macu Ancapa, terwijl de rest naar Machu Picchu terugkeert. Daarna kunnen ze hem met de vliegende bol ophalen. Eenmaal in de bol valt Filiberke in slaap, waarna de professor terug huiswaarts vliegt en Jommeke vergeet. Flip die niet in de bol zit, ziet dit gebeuren en verwittigt Jommeke dat de professor de verkeerde kant uit is. Eenmaal thuis merkt Filiberke dat ze Jommeke vergeten zijn, maar de professor wil eerst zijn plannen voor de garnaalpelmachine op papier zetten.
De drie boeven schakelen ondertussen Joe Dikke Bil en zijn mannen in om de schat te veroveren. Met een grote groep mannen trekken ze op naar de Dode Berg. Jommeke, Macu Ancapa en de anderen verschuilen zich in de berg, maar zijn te laat. Op dat moment komen de professor en Filiberke opnieuw aan met de vliegende bol. De professor heeft per ongeluk een grote doos met lachgas meegenomen. Ze gooien de flesjes lachgas in de grot en de boeven verlaten al lachend de berg. Macu Ancapa vraagt de professor hem met de bol naar de Incadorpen te brengen, bewust dat de schat niet meer veilig is na de uitwerking van het lachgas bij de boeven. De Inca's besluiten daarop een sterke stad bij de Dode Berg te bouwen en met verschillende mannen de schat te bewaken. Zij danken de vreemdelingen die hen geholpen hebben, waarop zij de eretitel van prins van het Nieuwe Incarijk krijgen.

## Achtergronden bij dit verhaal
- Dit is het vervolg op Het geheim van Macu Ancapa. Dit zijn de enige twee albums die samen gelezen moeten worden om het verhaal vol te maken.
- In dit album ligt de nadruk op het vrijwaren van de schat tegen de Inca's en de boeven, waar het vorige album de zoektocht behandelde.
- Het album speelt zich net als het vorige bijna volledig in Peru af.
- In het album wordt de Incakoning Pachacuti vernoemd.
- Oorspronkelijk had dit album het nummer 59, doordat De Kuko-eieren het nummer 58 had. Omdat delen 57 en 59 één verhaal vormen, werd bij de heruitgave de nummering aangepast.